# Arroyo de Valdelamasa
El arroyo de Valdelamasa es una pequeña corriente fluvial de la Comunidad de Madrid (España), perteneciente a la cuenca del Jarama y, por extensión, a la del Tajo, donde tributa este río. Su curso sigue, en líneas generales, la dirección sur-noreste. Presenta un fuerte estiaje, llegando a secarse durante el verano.

## Características
Nace en el término municipal de Madrid, cerca del espacio natural protegido del Monte de El Pardo. Pasa después por el municipio de San Sebastián de los Reyes y vuelve a adentrarse en el término madrileño, a través del Soto de Viñuelas, paraje que, como El Pardo, se encuentra incluido en el Parque Regional de la Cuenca Alta del Manzanares.
A su paso por el Soto de Viñuelas, atraviesa encinares de alto valor ecológico. Desemboca en este enclave en el arroyo del Bodonal, también llamado de Viñuelas, que es tributario del Jarama y éste, a su vez, del Tajo.
Su cuenca ocupa una superficie aproximada de unos 17 km².